# Adam Freeland
Adam Freeland (Welwyn Garden City, 7 de agosto de 1973) é um DJ inglês de breakbeat.

## Biografia
Hoje dono da Marine Parade Records e responsável por vários aristas de música eletrônica, Adam foi um dos fundadores do movimento breakbeat no Reino Unido, no início dos anos 90, tendo marcado seu pioneirismo com o lançamento das compilações mixadas "Coastal Breaks" (Vol. I, de 1996, e Vol. II, de 1898), que permanceram únicas no gênero por muito tempo.
Em 1997, para descrever seu estilo em um panfleto de uma festa, cunhou o termo "Nu Skool Breaks". No mesmo ano, formou o duo Tsunami One, alcançando sucesso nos clubes e respeito entre os demais DJs, com destaque paras as músicas Number 43 With Steamed Rice Please e Hip Hop Phenomenon.
Após lançar as aclamadas compilações "Tectonics", em 2003 incursionou pelo rock ao remixar Nirvana e The White Stripes, produzindo as faixas Smells Like Freeland e 7th Nation Freeland, tendo ainda feito versões para The Doors, Pink e Sarah Vaughn.
Alguns remixes de Adam foi parar em alguns jogos como : Need For Speed: Underground 2 e RAZ.
Atualmente, além de excursionar pelo mundo como DJ solo, com mais cinco músicos Adam segura os efeitos eletrônicos da banda Freeland, que prepara seu segundo CD. Do álbum Now & Them, a faixa We Want Your Soul foi o primeiro grande sucesso inglês a emergir do movimento breakbeat. Num ritmo muito dançante, a letra viaja na cultura muldial do consumismo exportada pelos EUA, lembrando bastante o estilo Tyler Durden de questionar a realidade.

## Discografia

### Álbuns
- Now and Them 2003
- Cope™ 2009

### Remixes
- The Orb - Little Fluffy Clouds
- Aquasky - Bodyshock
- Tales From The Hardside - Chemical Breakdown
- Orbital - Nothing Left
- Planet Funk - Chase The Sun
- Infusion - Better World
- Ils - Cherish
- Kayode Olajide - Olufela
- Kelis – Trick Me
- Killa Kela - Secrets
- Kim - Wet N Wild
- K-Swing + Beber - This Is The Sound
- Nirvana – Smells Like Freeland
- The White Stripes - Seven Nation Freeland
- Pressure Drop - Warrior Sound
- Pressure Drop - Your Mine
- Pink - Trouble
- Protocol – She Waits For Me
- Sarah Vaughan – Fever
- B-Movie - Nowhere Girl
- Telemen - In All Nothing
- The Doors – Hello I Love You
- Shiny Toy Guns - You are the one
- Fujiya & Miyagi - Ankle Injuries
- Fluke - Absurd
- Marilyn Manson - You And Me And The Devil Makes 3 (Adam Freeland Remix)
- Silversun Pickups- Lazy Eye
- Spinnerette - Sex Bomb (Adam Freeland Remix)
- Metric - Sick Muse

## Passagens pelo Brasil
Adam Freeland tocou na edição de 2006 do festival Motomix.